# Abba Eban
Abba Eban (hebrejsky: אבא אבן, rodným jménem Aubrey Solomon Meir; 2. února 1915, Kapské Město – 17. listopadu 2002, Tel Aviv) byl izraelský diplomat a politik. Během své diplomatické kariéry působil v letech 1949 až 1959 jako izraelský velvyslanec při Organizaci spojených národů. V tomto období zároveň od roku 1952 zastával post místopředsedy Valného shromáždění této organizace. V roce 1959 vstoupil do politiky a více než dvacet let byl poslancem izraelského parlamentu. Zároveň zastával významné pozice v několika izraelských vládách, konkrétně místopředsedu vlády, ministra zahraničních věcí a ministra školství. Kromě diplomatických a politických aktivit byl rovněž akademikem; přednášel na řadě světových univerzit a působil coby ředitel Weizmannova institutu v Rechovotu.

## Biografie
Narodil se v Kapském Městě v Jihoafrické unii a ve velmi raném věku se s rodiči přestěhoval do Spojeného království. Ještě jako dítě chodil každý víkend k dědovi, kde se učil hebrejsky a vzdělával se v biblické literatuře. Absolvoval gymnázium St. Olave's Grammar School v londýnském Southwarku, načež pokračoval ve studiích klasických a orientálních jazyků na Queens's College na Cambridge University. Po odpromování působil v letech 1938 až 1939 na Pembroke College své alma mater jako výzkumný pracovník v oblasti arabštiny a hebrejštiny.

### Politická kariéra
Po vypuknutí druhé světové války začal od prosince 1939 pracovat ve Světové sionistické organizaci pro Chajima Weizmanna. O několik měsíců později narukoval k britské armádě, kde si coby důstojník zpravodajských služeb vysloužil hodnost majora. Ve své funkci sloužil jako styčný důstojník pro spojence z řad židovského osídlení (jišuvu) v britské mandátní Palestině.

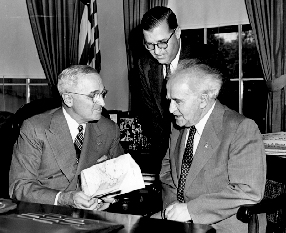
Abba Eban (uprostřed) s izraelským premiérem Davidem Ben Gurionem a americkým prezidentem Harry S. Trumanem

Po válce se vrátil do Londýna, kde pracoval v informačním oddělení Židovské agentury. Odtud byl poslán do New Yorku, kde Valné shromáždění OSN projednávalo „Palestinskou otázku.“ V roce 1947 se stal styčným úředníkem Zvláštní komise OSN pro Palestinu, v níž se mu podařilo získat podporu pro rozdělení mandátní Palestiny na židovský a arabský stát, k čemuž došlo podle rezoluce č. 181. V tomto období si změnil jméno na Abbu (hebrejské slovo אבא‎, aba znamená „otec“), jelikož se mohl symbolicky chápat jako otec izraelské státnosti. Ve strukturách OSN posléze strávil deset let, přičemž zároveň působil jako izraelský velvyslanec ve Spojených státech. 
Díky svému vystupování, znalosti dějin a řečnickým schopnostem si vydobyl uznání v OSN, která byla vůči Izraeli všeobecně skeptická či dokonce nepřátelská. Plynně mluvil deseti jazyky. V roce 1952 byl zvolen místopředsedou Valného shromáždění OSN.
V roce 1959 opustil Spojené státy a vrátil se do Izraele, kde byl v listopadových parlamentních volbách zvolen poslancem Knesetu za levicovou stranu Mapaj. V letech 1960 až 1963 působil ve dvou po sobě jdoucích vládách premiéra Davida Ben Guriona na postu ministra školství a kultury. Mezi lety 1963 až 1966 zastával funkci místopředsedy dvou po sobě jdoucích vlád premiéra Leviho Eškola. Zároveň k tomu působil v letech 1959 až 1966 jako prezident Weizmannova institutu v Rechovotu.
V letech 1966 až 1974 zastával funkci ministra zahraničních věcí ve vládách Leviho Eškola a Goldy Meirové, a po šestidenní válce v roce 1967 obhajoval reputaci státu. I přesto však byl silným zastáncem vzdání se území získaných v této válce výměnou za mír. V roce 1967 sehrál důležitou roli v utváření rezoluce RB OSN č. 242 (stejně jako později rezoluce RB OSN č. 338 v roce 1973). Na izraelské politické scéně byl občas kritizován za to, že své názory nevyjadřoval ve vnitropolitických debatách v Izraeli. V izraelské politice zastával obecně umírněnější postoje (někdy označované jako holubičí), které ještě zintenzivnily poté, co opustil vládu. V roce 1984 mu byl nabídnut post ministra bez portfeje ve vládě národní jednoty, ale místo toho se rozhodl pro post předsedy parlamentního zahraničního a braně-bezpečnostního výboru, který zastával až do roku 1988.

### Pozdější život
Po třech desetiletích působení v Knesetu přišel v roce 1988 o funkci poslance, a to kvůli vnitřním rozporům ve Straně práce (nástupkyně Mapaje). Zbytek života se věnoval psaní a učení. Působil jako externí akademický pracovník na Princetonské univerzitě, Columbia University a na The George Washington University. Rovněž namluvil komentář k televizním dokumentárním pořadům: Civilization and the Jews (PBS, 1984), Israel, A Nation Is Born (1992), a On the Brink of Peace (PBS, 1997).
V roce 2001 obdržel nejvyšší izraelské vyznamenání – Izraelskou cenu. O rok později zemřel ve věku 87 let v Tel Avivu a je pohřben v Kfar Šmarjahu.
Jeho švagrem byl někdejší izraelský prezident Chajim Herzog. Bratranec Oliver Sacks je neurolog a spisovatel, a Ebanův syn Eli je klarinetista, který vyučuje na Indiana University. Eli má dvě děti, Jael a Omriho. Jeho synovec Jonathan Lynn je filmař, scenárista satirického sitcomu BBC, Jistě, pane premiére a Jistě, pane ministře.

## Knihy
- 1957 – Voice of Israel. OCLC 332941
- 1959 – The tide of nationalism. OCLC 371099
- 1968 – My people: the story of the Jews. ISBN 0-394-72759-2
- 1972 – My country; the story of modern Israel. ISBN 0-394-46314-5
- 1977 – Abba Eban: an autobiography. ISBN 0-394-49302-8
- 1983 – The new diplomacy : international affairs in the modern age. ISBN 0-394-50283-3
- 1984 – Heritage : civilization and the Jews. ISBN 0-671-44103-5
- 1992 – Personal witness : Israel through my eyes. ISBN 0-399-13589-8
- 1998 – Diplomacy for a new century. ISBN 0-300-07287-2